# Huseftersynsordningen
Huseftersynsordningen er en ordning under Sikkerhedsstyrelsen, der har til formål at beskytte køber og sælger mod problemer med fysiske mangler og skjulte skader ved overdragelse af ejendom i forbindelse med salg og køb.  
Benyttelse af huseftersynordningen er frivillig. Ordningen indebærer, at sælger af en fast ejendom (ikke ejerlejligheder) kan frigøre sig for sit potentielle ansvar for mangler ved ejendommen ved at købe en tilstandsrapport hos en beskikket bygningssagkyndig og en elinstallationsrapport hos en elinstallatørvirksomhed, og tilbyde at betale halvdelen af forsikringspræmien for en ejerskifteforsikring. Har sælger gjort dette, er sælger fri for ansvar, hvis der efterfølgende konstateres mangler ved bygningen eller dens elinstallationer.

## Kritik
Huseftersynsordningen er fra 1996, men har de seneste par år været udsat for kritik  , især udførslen af tilstandsrapporter og elinstallationsrapporter har været kritiseret. 